# Campeonato Mundial de Supersport
El Campeonato Mundial de Supersport (abreviado SSP), es una competición de carreras de motos en circuitos, basadas en las motocicletas deportivas medianas. Las máquinas de la competencia se basan en las motocicletas de producción de 600-750cc - dependiendo del número de cilindros -. El campeonato se corre como una clase soporte del Campeonato Mundial de Superbikes, que se basa  en las grandes motocicletas deportivas de producción. El campeonato, fue organizado y promovido por FGSport -renombrado Infront Motor Sports en 2008 - hasta 2012 y por Dorna a partir de la temporada 2013 en adelante, es supervisado por la FIM.

## Historia
Supersport se introdujo como una clase soporte al Campeonato Mundial de Superbike en 1990 como un Campeonato Europeo. El campeonato permite motores de cuatro cilindros de hasta 600 centímetros cúbicos, motores de tres cilindros de hasta 675 centímetros cúbicos y motores bicilíndricos de hasta 750 centímetros cúbicos. En 1997 el campeonato se convirtió en una "Serie Mundial" y el título europeo fue dado a la Unión Europea de Motocicletas. El título completo de Campeonato Mundial de Supersport fue introducido en 1999.
Varios pilotos que tuvieron éxito en el campeonato han pasado a competiciones de alto nivel, por ejemplo: Cal Crutchlow, Chaz Davies y Chris Vermeulen, aunque otros como Fabien Foret y Kenan Sofuoğlu han pasado varios años en este campeonato.
La competición en el campeonato es típicamente feroz, y la dominación de la temporada por un solo competidor es inusual. El campeonato de 2001 fue particularmente notable en este aspecto, siendo el campeón Andrew Pitt quien no ganó una sola carrera, pero acumuló un total de puntos en el campeonato gracias a terminar adelante en casi todas las carreras.

## Campeones
| Temp.              | Piloto campeón        | Equipo                            | Motocicleta        | Constructor campeón |
| Serie Mundial      | Serie Mundial         | Serie Mundial                     | Serie Mundial      | Serie Mundial       |
| ------------------ | --------------------- | --------------------------------- | ------------------ | ------------------- |
| 1997               | Paolo Casoli          | Gio.Ca.Moto                       | Ducati 748         | Ducati              |
| 1998               | Fabrizio Pirovano     | Team Alstare Corona               | Suzuki GSX-R600    | Suzuki              |
| Campeonato Mundial |                       |                                   |                    |                     |
| 1999               | Stéphane Chambon      | Suzuki Alstare F.S.               | Suzuki GSX-R600    | Yamaha              |
| 2000               | Jörg Teuchert         | Alpha Technik Yamaha              | Yamaha YZF-R6      | Yamaha              |
| 2001               | Andrew Pitt           | Fuchs Kawasaki                    | Kawasaki ZX-6R     | Yamaha              |
| 2002               | Fabien Foret          | Ten Kate Honda                    | Honda CBR600F      | Suzuki              |
| 2003               | Chris Vermeulen       | Ten Kate Honda                    | Honda CBR600RR     | Honda               |
| 2004               | Karl Muggeridge       | Ten Kate Honda                    | Honda CBR600RR     | Honda               |
| 2005               | Sébastien Charpentier | Winston Ten Kate Honda            | Honda CBR600RR     | Honda               |
| 2006               | Sébastien Charpentier | Winston Ten Kate Honda            | Honda CBR600RR     | Honda               |
| 2007               | Kenan Sofuoğlu        | Hannspree Ten Kate Honda          | Honda CBR600RR     | Honda               |
| 2008               | Andrew Pitt           | Hannspree Ten Kate Honda          | Honda CBR600RR     | Honda               |
| 2009               | Cal Crutchlow         | Yamaha World Supersport           | Yamaha YZF-R6      | Honda               |
| 2010               | Kenan Sofuoğlu        | Hannspree Ten Kate Honda          | Honda CBR600RR     | Honda               |
| 2011               | Chaz Davies           | Yamaha ParkinGO Team              | Yamaha YZF-R6      | Yamaha              |
| 2012               | Kenan Sofuoğlu        | Kawasaki Lorenzini                | Kawasaki ZX-6R     | Honda               |
| 2013               | Sam Lowes             | Yakhnich Motorsport               | Yamaha YZF-R6      | Kawasaki            |
| 2014               | Michael van der Mark  | PATA Honda World Supersport       | Honda CBR600RR     | Honda               |
| 2015               | Kenan Sofuoğlu        | Kawasaki Puccetti Racing          | Kawasaki ZX-6R     | Kawasaki            |
| 2016               | Kenan Sofuoğlu        | Kawasaki Puccetti Racing          | Kawasaki ZX-6R     | Kawasaki            |
| 2017               | Lucas Mahias          | GRT Yamaha Official WorldSSP Team | Yamaha YZF-R6      | Yamaha              |
| 2018               | Sandro Cortese        | Kallio Racing                     | Yamaha YZF-R6      | Yamaha              |
| 2019               | Randy Krummenacher    | BARDAHL Evan Bros. WorldSSP Team  | Yamaha YZF-R6      | Yamaha              |
| 2020               | Andrea Locatelli      | BARDAHL Evan Bros. WorldSSP Team  | Yamaha YZF-R6      | Yamaha              |
| 2021               | Dominique Aegerter    | Ten Kate Racing Yamaha            | Yamaha YZF-R6      | Yamaha              |
| 2022               | Dominique Aegerter    | Ten Kate Racing Yamaha            | Yamaha YZF-R6      | Yamaha              |
| 2023               | Nicolò Bulega         | Aruba.it Racing WorldSSP Team     | Ducati Panigale V2 | Ducati              |
| 2024               | Adrián Huertas        | Aruba.it Racing WorldSSP Team     | Ducati Panigale V2 | Ducati              |

| Piloto                | Campeonatos | Año                          |
| --------------------- | ----------- | ---------------------------- |
| Kenan Sofuoğlu        | 5           | 2007, 2010, 2012, 2015, 2016 |
| Sébastien Charpentier | 2           | 2005, 2006                   |
| Andrew Pitt           | 2           | 2001, 2008                   |
| Dominique Aegerter    | 2           | 2021, 2022                   |
| Paolo Casoli          | 1           | 1997                         |
| Fabrizio Pirovano     | 1           | 1998                         |
| Stéphane Chambon      | 1           | 1999                         |
| Jörg Teuchert         | 1           | 2000                         |
| Fabien Foret          | 1           | 2002                         |
| Chris Vermeulen       | 1           | 2003                         |
| Karl Muggeridge       | 1           | 2004                         |
| Cal Crutchlow         | 1           | 2009                         |
| Chaz Davies           | 1           | 2011                         |
| Sam Lowes             | 1           | 2013                         |
| Michael van der Mark  | 1           | 2014                         |
| Lucas Mahias          | 1           | 2017                         |
| Sandro Cortese        | 1           | 2018                         |
| Randy Krummenacher    | 1           | 2019                         |
| Nicolò Bulega         | 1           | 2023                         |
| Adrián Huertas        | 1           | 2024                         |

| Constructor | Campeonatos | Año                                                        |
| ----------- | ----------- | ---------------------------------------------------------- |
| Honda       | 10          | 2003, 2004, 2005, 2006, 2007, 2008, 2009, 2010, 2012, 2014 |
| Yamaha      | 10          | 1999, 2000, 2001, 2011, 2017, 2018, 2019, 2020, 2021, 2022 |
| Kawasaki    | 3           | 2013, 2015, 2016                                           |
| Ducati      | 3           | 1997, 2023, 2024                                           |
| Suzuki      | 2           | 1998, 2002                                                 |

## Récords
Actualizado hasta el Carrera 2 de España de 2024.
Los pilotos resaltados en Negro disputaron la temporada 2024 del Campeonato Mundial de Supersport.
| Victorias |                |     |
| A.        | Piloto         | N.º |
| 1.        | Kenan Sofuoğlu | 43  |
| 2.        | D. Aegerter    | 27  |
| 3.        | Jules Cluzel   | 24  |
| 4.        | Fabien Foret   | 16  |
| 5.        | Nicolò Bulega  | 16  |
| 6.        | S. Charpentier | 13  |
| 7.        | Eugene Laverty | 12  |
| 8.        | A. Locatelli   | 12  |
| 9.        | Paolo Casoli   | 11  |
| 10.       | K. Muggeridge  | 11  |

| Podios |                |     |
| B.     | Piloto         | N.º |
| 1.     | Kenan Sofuoğlu | 85  |
| 2.     | Jules Cluzel   | 63  |
| 3.     | Fabien Foret   | 44  |
| 4.     | Stefano Manzi  | 41  |
| 5.     | D. Aegerter    | 35  |
| 6.     | F. Caricasulo  | 35  |
| 7.     | Broc Parkes    | 32  |
| 8.     | Lucas Mahias   | 30  |
| 9.     | Nicolò Bulega  | 30  |
| 10.    | Paolo Casoli   | 23  |

| Poles |                |     |
| C.    | Piloto         | N.º |
| 1.    | Kenan Sofuoğlu | 34  |
| 2.    | Jules Cluzel   | 24  |
| 3.    | S. Charpentier | 22  |
| 4.    | Broc Parkes    | 17  |
| 5.    | K. Muggeridge  | 15  |
| 6.    | Fabien Foret   | 14  |
| 7.    | Sam Lowes      | 14  |
| 8.    | Paolo Casoli   | 12  |
| 9.    | F. Caricasulo  | 12  |
| 10.   | D. Aegerter    | 11  |

| Puntos |                |      |
| D.     | Piloto         | Pts. |
| 1.     | Kenan Sofuoğlu | 2036 |
| 2.     | Jules Cluzel   | 1764 |
| 3.     | Fabien Foret   | 1475 |
| 4.     | F. Caricasulo  | 1378 |
| 5.     | Stefano Manzi  | 1039 |
| 6.     | Broc Parkes    | 1035 |
| 7.     | S. Chambon     | 1030 |
| 8.     | Lucas Mahias   | 1028 |
| 9.     | R. De Rosa     | 937  |
| 10.    | D. Aegerter    | 915  |

| Carreras |                |     |
| E.       | Piloto         | N.º |
| 1.       | R. De Rosa     | 160 |
| 2.       | Fabien Foret   | 151 |
| 3.       | F. Caricasulo  | 141 |
| 4.       | Jules Cluzel   | 134 |
| 5.       | Kenan Sofuoğlu | 126 |
| 6.       | K. Fujiwara    | 114 |
| 7.       | M. Roccoli     | 108 |
| 8.       | Lucas Mahias   | 96  |
| 9.       | Broc Parkes    | 95  |
| 10.      | S. Chambon     | 95  |